# Relações Islândia-União Europeia
A Islândia fez o pedido de adesão à União Europeia (UE) em julho de 2009, suspendeu as negociações em maio de 2013 e acabou por retirar a sua candidatura em março de 2015.
As relações entre a Islândia e a União Europeia estão definidas através do Espaço Schengen e do Espaço Económico Europeu (EEE), que permite o acesso dos países da Associação Europeia de Livre Comércio ao mercado único da União Europeia.

## História
Em maio de 2009 a Islândia iniciou formalmente os trâmites necessários para a sua adesão à União Europeia (UE), tendo feito o pedido a 16 de julho de 2009. Finalmente, o Conselho Europeu, celebrado em Bruxelas a 17 de junho de 2010, firma a abertura das negociações com a Islândia para a sua adesão à UE. Contudo, a 22 de maio de 2013, a eleição de um novo governo na Islândia fez com que o país suspendesse por tempo indeterminado as negociações para a sua adesão à UE, acabando por retirá-la no dia 12 de março de 2015.

## Progresso das negociações
Para que um país se torne membro há que, primeiramente, apresentar um pedido formal e depois ser reconhecido como país candidato. Para que isso aconteça, o país tem de cumprir o primeiro dos Critérios de Copenhaga: «Existência de instituições estáveis que garantam a democracia, o Estado de direito, os direitos do Homem, o respeito pelas minorias e a sua proteção.». Posto isto, as negociações podem começar e considerar-se-ão a realização dos critérios económicos, o grau de adoção da legislação comunitária e as eventuais exceções: o acervo comunitário.
O acervo comunitário deveria começar a ser estudado a partir de meados de novembro de 2010 até junho de 2011.
| Capítulos do acervo                                                | Avaliação inicial da Comissão          | Início do processo | Conclusão do processo | Capítulo aberto | Capítulo encerrado |
| ------------------------------------------------------------------ | -------------------------------------- | ------------------ | --------------------- | --------------- | ------------------ |
| 1. Livre Circulação de Mercadorias                                 | Não são esperadas grandes dificuldades | 07/12/2010         | 08/12/2010            | 18/12/2012      | –                  |
| 2. Livre Circulação de Trabalhadores                               | Geralmente já se aplica o acervo       | 09/02/2011         | 09/02/2011            | 19/10/2011      | 19/10/2011         |
| 3. Direito de Estabelecimento e Livre Prestação de Serviços        | São necessários mais esforços          | 09/12/2010         | 09/12/2010            | –               | –                  |
| 4. Livre Circulação de Capitais                                    | São necessários esforços consideráveis | 10/12/2010         | 10/12/2010            | –               | –                  |
| 5. Contratos Públicos                                              | Não são esperadas grandes dificuldades | 15/11/2010         | 15/11/2010            | 27/06/2011      | –                  |
| 6. Direito das Sociedades                                          | Não são esperadas grandes dificuldades | 16/11/2010         | 16/11/2010            | 12/12/2011      | 12/12/2011         |
| 7. Direito da Propriedade Intelectual                              | Geralmente já se aplica o acervo       | 20/12/2010         | 20/12/2010            | 19/10/2011      | 19/10/2011         |
| 8. Política de Concorrência                                        | Geralmente já se aplica o acervo       | 06/12/2010         | 06/12/2010            | 30/03/2012      | 18/12/2012         |
| 9. Serviços Financeiros                                            | Geralmente já se aplica o acervo       | 18/11/2010         | 15/12/2010            | 24/10/2012      | –                  |
| 10. Sociedade da Informação e Meios de Comunicação Social          | Geralmente já se aplica o acervo       | 17/11/2010         | 17/11/2010            | 27/06/2011      | –                  |
| 11. Agricultura e Desenvolvimento Rural                            | São necessários esforços consideráveis | 30/11/2010         | 27/01/2011            | –               | –                  |
| 12. Segurança dos Alimentos, Política Veterinária e Fitossanitária | São necessários mais esforços          | 14/02/2011         | 31/03/2011            | –               | –                  |
| 13. Pescas                                                         | São necessários esforços consideráveis | 16/12/2010         | 02/03/2011            | –               | –                  |
| 14. Política de Transportes                                        | São necessários mais esforços          | 04/05/2011         | 09/06/2011            | 22/06/2012      | –                  |
| 15. Energia                                                        | Não são esperadas grandes dificuldades | 12/05/2011         | 20/06/2011            | 30/03/2012      | –                  |
| 16. Fiscalidade                                                    | São necessários esforços consideráveis | 03/02/2011         | 04/03/2011            | 18/12/2012      | –                  |
| 17. Política Económica e Monetária                                 | São necessários esforços consideráveis | 17/03/2011         | 17/05/2011            | 18/12/2012      | –                  |
| 18. Estatísticas                                                   | São necessários esforços consideráveis | 02/05/2011         | 07/06/2011            | 24/10/2012      | –                  |
| 19. Política Social e Emprego                                      | Não são esperadas grandes dificuldades | 07/02/2011         | 16/03/2011            | 22/06/2012      | –                  |
| 20. Política Empresarial e Industrial                              | Geralmente já se aplica o acervo       | 12/04/2011         | 25/05/2011            | 12/12/2011      | 12/12/2011         |
| 21. Redes Transeuropeias                                           | Geralmente já se aplica o acervo       | 06/05/2011         | 10/06/2011            | 12/12/2011      | 12/12/2011         |
| 22. Política Regional e Coordenação dos Instrumentos Estruturais   | Não são esperadas grandes dificuldades | 31/01/2011         | 22/02/2011            | 18/12/2012      | –                  |
| 23. Sistema Judiciário e Direitos Fundamentais                     | Geralmente já se aplica o acervo       | 11/01/2011         | 11/02/2011            | 12/12/2011      | 12/12/2011         |
| 24. Justiça, Liberdade e Segurança                                 | São necessários mais esforços          | 14/04/2011         | 24/05/2011            | –               | –                  |
| 25. Ciência e Investigação                                         | Geralmente já se aplica o acervo       | 25/11/2010         | 14/01/2011            | 27/06/2011      | 27/06/2011         |
| 26. Educação e Cultura                                             | Geralmente já se aplica o acervo       | 26/11/2010         | 14/01/2011            | 27/06/2011      | 27/06/2011         |
| 27. Ambiente                                                       | São necessários mais esforços          | 22/11/2010         | 19/01/2011            | 18/12/2012      | –                  |
| 28. Consumidores e Proteção da Saúde                               | Não são esperadas grandes dificuldades | 11/04/2011         | 16/05/2011            | 30/03/2012      | 30/03/2012         |
| 29. União Aduaneira                                                | São necessários mais esforços          | 08/03/2011         | 06/04/2011            | 24/10/2012      | –                  |
| 30. Relações Externas                                              | Não são esperadas grandes dificuldades | 08/04/2011         | 19/05/2011            | 18/12/2012      | –                  |
| 31. Política Externa de Segurança e Defesa                         | Não são esperadas grandes dificuldades | 07/04/2011         | 20/05/2011            | 30/03/2012      | 30/03/2012         |
| 32. Controlo Financeiro                                            | São necessários esforços consideráveis | 29/11/2010         | 02/02/2011            | 22/06/2012      | –                  |
| 33. Disposições Financeiras e Orçamentais                          | Não são esperadas grandes dificuldades | 07/03/2011         | 04/04/2011            | 12/12/2011      | –                  |
| 34. Instituições                                                   | Nada a adotar                          | –                  | –                     | –               | –                  |
| 35. Diversos                                                       | Nada a adotar                          | –                  | –                     | –               | –                  |
| Progresso                                                          |                                        | 33 de 33           | 33 de 33              | 27 de 33        | 11 de 33           |